# Nabil Bakkali
Pour les articles homonymes, voir Bakkali.
Nabil Bakkali, né le 4 septembre 1987 à Utrecht (Pays-Bas), est un tueur à gages néerlandais d'origine marocaine devenu témoin clé de la justice néerlandaise.
Nabil Bakkali est l'un des criminels les plus recherchés des Pays-Bas à la suite de quatre liquidations dont une sur Hakim Changachi qui n'était pas la cible voulue. Le 14 janvier 2017, il se rend chez la famille de la personne tuée pour présenter ses sincères excuses et condoléances, avant de se rendre à la police néerlandaise. Une prime de 500 000 euros est par conséquent placée sur sa tête par le chef de l'organisation Ridouan Taghi. Son frère Reduan Bakkali, son avocat Derk Wiersum et son homme de confiance Peter R. de Vries sont pour cette raison assassinés par les membres de l'organisation de Ridouan Taghi. Les parents et les sœurs de Nabil Bakkali sont mises sous protection maximale dans un pays étranger pour éviter quelconque assassinat des proches.
En mai 2020, Nabil Bakkali met un terme à sa collaboration avec son officier de justice dans le procès Marengo. Après l'arrestation de Ridouan Taghi en décembre 2019, il refuse de livrer des informations sur le mafieux.
Ses avocats successeurs, Peter Schouten et Onno de Jong démissionnent en 2023 pour des raisons de sécurité. Nabil Bakkali se trouve depuis 2023 sans avocats.

## Biographie

### Enfance

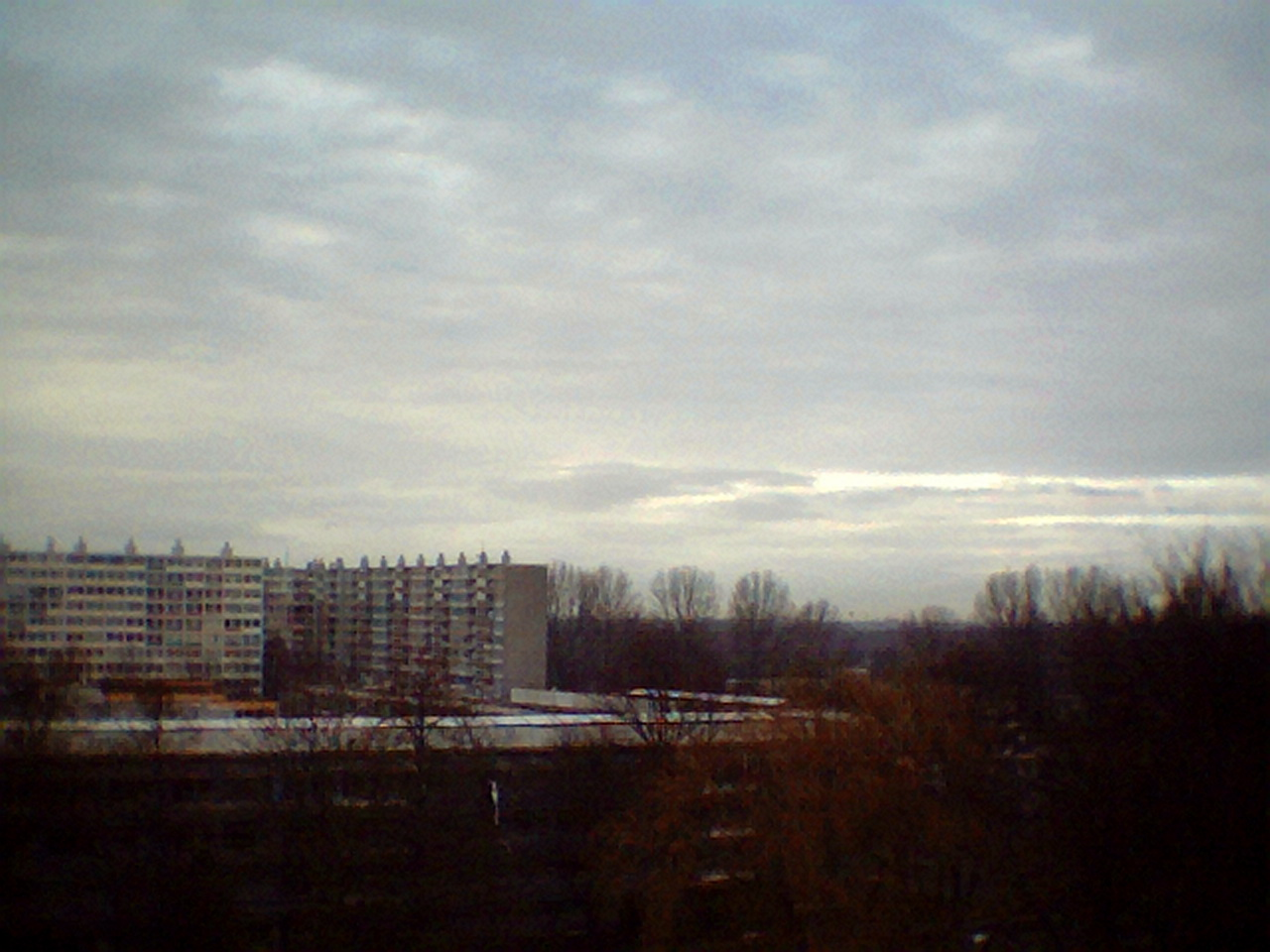
Overvecht, quartier où a grandi Nabil Bakkali.

Issu d'une famille nombreuse, Nabil Bakkali grandit à Overvecht (Utrecht) de parents marocains. La famille Bakkali immigre aux Pays-Bas dans les années 70' en provenance de Tanger au Maroc. Son père est originaire de Chefchaouen. Il a deux frères : Khalid, travaillant dans la finance chez KPMG et Reduan qui est entrepreneur. Il a également deux autres sœurs. Bon élève à l'école, il étudie à l'école à Zeist et est diplômé en métal. Il suit ensuite une formation d'architecte, sans pour autant la terminer. Âgé de 19 ans, il est influencé au quartier par les jeunes et commence à dealer de la drogue, allant jusqu'à faire un plantage dans une cave. En 2009, il est arrêté par la police, il écope d'une amende astronomique de 80.000 euros.

« Nabil a grandi dans le quartier lorsqu'une grande communauté étrangère est venue s'installer au quartier. Dans sa jeunesse, il s'est beaucoup fait influencer entre ses huit et seize ans. Il trouvait souvent la tranquillité dans la fraternité avec ses amis au quartier. »

— Déclaration d'une sœur anonyme de Nabil Bakkali dans le documentaire De Jacht op de Mocro-Maffia sur Videoland.
Nabil Bakkali est au courant du conflit Mocro-maffia et connait beaucoup de personnes actifs dans le trafic, dont son meilleur ami Mohamed Razzouki (étant le petit frère du grand baron Saïd Razzouki). Lors d'une soirée, il se rend en compagnie de Mohamed au coffeeshop Sahara situé au Vleutensweg à Utrecht. Dans le coin du coffeeshop se trouve un certain Ridouan Taghi, jouant aux pachisis avec ses collègues. Nabil Bakkali raconte à Ridouan Taghi ses problèmes financiers. Ridouan Taghi tend sa main et l'intègre avec le service le moins gradé : observateur pour tueurs à gages. Nabil Bakkali décrit Ridouan Taghi comme étant un homme qui lâche chaque soir des billets de 500 euros au barman et aux petits du quartier. Dans le réseau qu'il intègre, plusieurs rivaux doivent être assassinés. Avant que quelqu'un soit tué, Nabil Bakkali avait comme devoir de poursuivre sa victime pendant des semaines pour espionner. Il doit savoir où la personne habite, avec quelle voiture il se déplace ainsi que les endroits qu'il fréquente le plus.

« J'allais souvent dans ce café avec mes amis. J'ai rapidement été mis en contact avec Ridouan Taghi. On jouait souvent ensemble le soir aux jeux. J'étais au courant qu'il était actif dans le trafic de drogue, du Maroc via l'Espagne vers les Pays-Bas et d'autres pays. Ridouan est un mec très joyeux, mais quand il est saoule, il est très imprévisible. Ridouan avait tellement de clients pour le speed. Un jour, il y avait un client de grande quantité à Madrid. Je pouvais pour la première fois, faire mes preuves en tant que logisticien. »

— Déclaration de Nabil Bakkali aux autorités néerlandaises, quelques années plus tard.
Nabil passe quotidiennement sa soirée au coffeeshop Sahara, retrouvant Ridouan Taghi et les autres collègues régulièrement au café pour une partie de pachisi ou de jeu d'échecs. Nabil et Ridouan sont de bons joueurs d'échecs, passant leur soirées de 19 heures jusqu'à 1h, 2h du matin. Il n'y a pas que le jeu d'échecs qui relie les deux hommes, mais également l'origine en commun. Au Sahara, les fidèles sont tous originaires du Rif, sauf deux personnes : Taghi et Bakkali qui sont des Jbalas originaires de Chefchaouen au Maroc. Ridouan finira par inviter Nabil dans une villa qu'il possède à Madrid, il lui demande également de ramener son jeu d'échecs avec en Espagne.

### Mocro-oorlog

#### En tant que criminel
Nabil Bakkali reçoit pour la première fois une mission pour prouver ses ambitions dans l'organisation Taghi. Il doit se lancer dans une kamikazemissie (mission kamikaze), qui consiste à aller chercher de la drogue dans les conteneurs qui doivent encore être contrôlés par les douaniers. Nabil se rend avec trois collègues de l'organisation Taghi pour surveiller les conteneurs. Nabil réussit sa première mission. Il est mis en contact avec Saïd Razzouki, le bras droit du patron Ridouan Taghi. Razzouki est également un Marocain d'Utrecht. Nabil décrit Saïd comme étant le père de l'organisation. Lorsque les garçons boivent de l'alcool et qu'il débarque, tout le monde cache sa boisson alcoolisé en dessous de la table.
- Le 22 juin 2016, Nabil Bakkali donne le feu vert aux tueurs à gage pour assassiner Ranko Scekic[6] ;

En été 2016, Nabil passe un nouveau cap. Le mercredi 22 juin, à 10h15, il envoie un message via un téléphone PGP à Saïd Razzouki. Il écrit : "Je vois un chien sortir dehors avec un homme vêtu d'un t-shirt vert." Nabil est alors en train d'espionner Ranko Scekic, sa première cible. Scekic est le plus grand rival du clan Taghi. Nabil le suit pendant des semaines et connait son quartier par cœur. Nabil est la personne qui donne le feu vert aux tueurs à gages pour passer à l'action. Ranko Scekic est froidement assassiné par les deux tueurs à gage. Avant de prendre la fuite, un des deux tueurs à gage s'approchent de Scekic pour tirer une balle à la tête. L'homme était âgé de 45 ans.

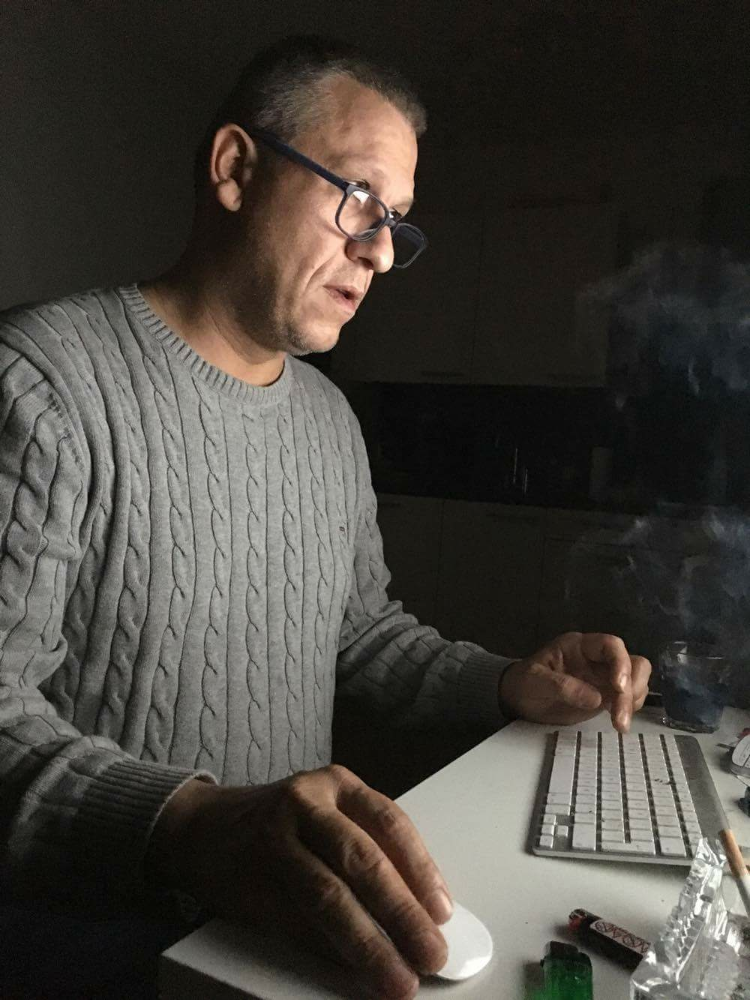
Martin Kok est assassiné la nuit du 8 décembre 2016.

- Le 8 décembre 2016, Nabil Bakkali est suspecté d'avoir orchestré l'assassinat du journaliste Martin Kok ;

« Martin Kok évoquait beaucoup Ridouan Taghi sur son site (...) Ce n'est pas intélligent de sa part de poster également sa photo sur le site. Tu sais très bien à quoi t'attendre quand tu fais de telles choses. »

— Déclaration de Nabil Bakkali aux autorités néerlandaises, quelques années plus tard.
La copine du frère de Nabil Bakkali travaille dans une société de contrôle de parking à Amsterdam. Nabil doit enquêter sur une plaque d'immatriculation qui a tenté d'espionner un membre de l'organisation Taghi. Le 8 décembre 2016, un appel FaceTime a lieu entre Nabil et la copine de Reduan. La plaque d'immatriculation appartient finalement à un vieil homme originaire de Volendam. Quelques heures plus tard, le journaliste Martin Kok est assassiné à Laren. Nabil réalise alors que la plaque d'immatriculation appartenait au père du journaliste assassiné. Il s'agissait d'autres organisations qui ont pu assassiner l'homme plus vite que celle de Taghi. Nabil Bakkali est tout-de-même suspecté d'avoir orchestré l'assassinat.
- Le 12 janvier 2017, Nabil Bakkali abat Hakim Changachi, la mauvaise cible ;

« J'ai entendu dire que Imo devait se trouver dans une chaise roulante. (...) Je pense que la raison est qu'il a parlé derrière le dos de Taghi, le pire, c'est qu' Imo n'avait aucun rapport avec Taghi. Selon les messages PGP que j'avais reçu, il devait aller en enfer. »

— Déclaration de Nabil Bakkali aux autorités néerlandaises, quelques années plus tard.
Dans le même mois, Nabil reçoit un message de la part de Saïd Razzouki. Le bras-droit de l'organisation rapporte le message que Ridouan Taghi a besoin de plusieurs véhicules volés de marque Audi Q5 et Audi A5. Au début de 2017, il vole un véhicule Audi A5 et y accroche une fausse plaque d'immatriculation. Quelques jours plus tard, une nouvelle mission attend Nabil. Un Marocain avec le surnom Imo doit être assassiné pour la raison d'avoir livré des informations à un rival de Ridouan Taghi. D'autres criminels membres de l'organisation Taghi devaient trouver la photo du garçon ainsi que son domicile. Quelques jours plus tard, Nabil Bakkali passe à l'action et assassinent Imo à Utrecht. Un jour plus tard, le journal révèle que la victime s'agissait de Hakim Illi, alias Hakim Changachi, une personne qui n'a jamais eu de problèmes avec la justice. Nabil s'aperçoit également que la victime est un ancien ami à lui, ayant même pris part au mariage de sa sœur. Ridouan Taghi fait également savoir qu'il s'agissait d'une mauvaise cible. Imo résidait dans le même flat que Hakim Changachi dans le Faustdreef à Utrecht. Imo était en réalité le Néerlando-Marocain Khalid H..

« La situation de Nabil Bakkali était à ce moment très délicate. Il se rendait compte de l'erreur qu'il a commis, seulement quand il a vu au journal télévisée l'assassinat de Hakim Changachi. C'est une famille qu'on connait très bien, ils nous connaissent aussi. C'est une famille qui a un énorme passé. Lorsque Nabil a remarqué que Ridouan Taghi ne prenait pas les responsabilités de l'erreur commise, il s'est retrouvé face à lui seul. Par question de principes familiales, il s'est senti obligé de se présenter auprès de la famille du victime. Allant jusqu'à avouer être en tort à la justice néerlandaise. À la suite de cette erreur, Nabil Bakkali prenait d'énormes risques de se faire liquider, car son nom est apparu quelques semaines plus tard à la Une de la presse néerlandaise. »

— Déclaration d'une soeur anonyme de Nabil Bakkali dans le documentaire De Jacht op de Mocro-Maffia sur Videoland.
La famille Changachi voit le nom Nabil Bakkali apparaître dans les journaux et pensent que Nabil avait réellement un problème avec Hakim. Nabil Bakkali veut se faire pardonner et leur expliquer la vraie histoire, sauf qu'il n'avait pas le droit, par risque d'être assassiné par sa propre organisation. L'omerta de la Mocro-maffia empêche Nabil Bakkali de dire et de faire quoi que ce soit. Nabil Bakkali finira par se rendre à la police pour avouer les assassinats, ainsi que de livrer des informations personnelles sur son patron du réseau Ridouan Taghi en échange d'une peine d'emprisonnement réduite. L'ex criminel explique aux policiers qu'il préférerait entrer en prison qu'être libéré et d'être assassiné ou kidnappé et séquestré en étant torturé pendant des semaines jusqu'à sa mort. Sa décision lui a valu le surnom Chekkam (en français : balance) de la part du réseau Ridouan Taghi qui communique avec les autorités néerlandaises via des cartes postales anonymes.

« Il s'agit de l'organisation de Ridouan Taghi. C'est lui qui est à la tête de tout. Son bras droit est Saïd Razzouki et son bras gauche Mao R.. Les trois mangent dans la même assiette. Mao est le meilleur ami de Ridouan tandis que Saïd est vu comme un grand frère. Je faisais partie d'un petit groupe de tueurs à gages envoyés par Razzouki. »

— Déclaration de Nabil Bakkali auprès des autorités néerlandaises.
- Le 18 décembre 2017, Mohammed Razzouki, frère du bras-droit Saïd Razzouki est victime d'une tentative d'assassinat à Utrecht. Nabil Bakkali est accusé d'avoir commandité l'assassinat en direct de sa cellule[9].

#### En tant que victime
L'organisation Taghi se retourne contre Nabil Bakkali à la suite de son alliance avec la police. Ayant été à la tête d'un poste où il liquidait les gens qui livraient des informations sur l'organisation, Nabil Bakkali se retrouve par là être sa propre victime.
- Le 29 mars 2018, Reduan Bakkali, le frère de Nabil est assassiné par le réseau Taghi[10],[11] ;

- Le 18 septembre 2019, Derk Wiersum, l'avocat de Nabil est assassiné par le réseau Taghi[12],[13];

- Le 6 juillet 2021, Peter R. de Vries, son homme de confiance, est abattu de plusieurs balles à la tête à la sortie de son lieu de travail à Amsterdam.

### Arrestation
Le 14 janvier 2017, Nabil Bakkali est arrêté par la police néerlandaise en possession d'une arme à feu.
Le 7 juin 2019, il est condamné à 12 ans de prison, soit, la moitié de ce qui devait être annoncée, grâce aux informations livrées à la police, menant à l'arrestation de Ridouan Taghi.

### Coopération avec la police
Quelques semaines après son arrestation, il explique toute son histoire à la police. Il explique : « Je touchais au minimum 4 000 euros par semaine. Certes, j'aurais dû faire comme mon grand frère qui est entrepreneur, ça m'aurait créé beaucoup moins d'ennuis. ». Quelques jours plus tard, la presse néerlandaise le fait au grand public à la Une des journaux : Nabil Bakkali a parlé à la police et a livré des informations sur son patron Ridouan Taghi.
Nabil B. révèle que Ridouan Taghi serait le commanditaire de plusieurs assassinats, notamment celui de Ronald Bakker (Huizen, 9 septembre 2015), Samir Erraghib (IJsselstein, 17 avril 2016), Ranko Scekic (Utrecht, 22 juin 2016), Martin Kok (Laren, 8 décembre 2016) et Hakim Changachi (Utrecht, 12 janvier 2017).

### Documentaires et reportages
- [vidéo] Reconstructie Mocro-maffia: hoe de broer van kroongetuige Nabil B. werd geliquideerd, RTL Nederland, 2019
- [vidéo] 20 jaar cel voor moord op broer kroongetuige Nabil B., AT5, 2019
- [vidéo] Levensgevaarlijk; Nabil B. getuigt tegen moordbende, RTL Nederland, 2019
- [vidéo] Advocaat kroongetuige Nabil B. geliquideerd, De Telegraaf, 2019
- [vidéo] Zo reageerde Nabil B. op arrestatie Taghi, De Telegraaf, 2020
- Documentaire De Jacht op de Mocro-Maffia réalisé par John van den Heuvel sur Videoland, 2020

### Ouvrages
Cette bibliographie est indicative.
 : document utilisé comme source pour la rédaction de cet article.
- (nl) Wouter Laumans, Wraak, Overamstel Uitgevers, 2019 (ISBN 9789048836215)

### Sources
- Cet article est partiellement ou en totalité issu de l'article intitulé « Mocro Maffia » (voir la liste des auteurs).
- Nicolas Gillard, « Mafia marocaine: ce que l'on sait sur son implantation en Belgique », RTBF,‎ 19 septembre 2019 (lire en ligne)
- Agence Belga, « Derk Wiersum, avocat aux Pays-Bas, abattu froidement en pleine rue: il défendait un témoin-clé dans un procès contre le criminel le plus recherché », RTL Info,‎ 19 septembre 2019 (lire en ligne)